# アングロマスタカトル
アングロマスタカトル(Angulomastacator)はテキサス州ビッグベンド国立公園の後期白亜紀カンパニアン期のアグハ累層から化石が発見された鳥脚類ハドロサウルス科に属する恐竜の属の一つ。この属名は「曲がった咀嚼者」を意味し、上顎の形状とリオ・グランデのビッグベンドが「大きな曲がり」を意味することに由来する。TMM 43681-1という単一の標本から知られている。

## 発見
アングロマスタカトルのホロタイプにして唯一の標本は、部分的な左上顎骨である。 この骨は、他のハドロサウルスとは異なり、遠位端で約45°下方に湾曲しており、歯列もそこに収まるように曲がっている。他の地層からは報告されていない上顎の独特な特徴は、アグハ層の恐竜が終末期の形態であったという仮説を支持するものである。これはアグハ層上部の頁岩層で発見されたもので、小さな支流の堆積物と解釈される岩床の中で、植物、骨、貝類の破片の中から発見された。この岩床は、その上にあるジャベリナ層のすぐ下にある。

## 分類
アングロマスタカトルはランベオサウルス亜科に分類され、中空のクレストを持つハドロサウルスの仲間である。2009年にワグナー(Wagner)とレーマン(Lehman)によって記載された。1983年に初めてアグハ層にランベオサウルス亜科が存在することを発表したカイル・L・デイビスにちなんで命名されたアングロマスタカトル・ダヴィエシ(A. daviesi)が模式種である。ハドロサウルス類であるので、アングロマスタカトルは2足歩行/4足歩行をする草食動物で、整然と並んだ常に交換され続ける歯で植物を食べていた。